# Anaïs Favron
Anaïs Favron, née le 11 janvier 1977, à Saint-Octave-de-Métis, est une animatrice radio, télé, une comédienne et une improvisatrice québécoise.

## Biographie
Anaïs Favron commence sa carrière artistique en télévision avec des petits rôles dans les émissions Allô Prof, Le bonheur est dans la télé et L'été c'est pêché, mais aussi avec sa participation à l'émission Improvissimo.
Elle est repêchée à l'âge de 20 ans dans les rangs de la LNI (Ligue nationale d'improvisation) où elle est, aujourd'hui encore, une joueuse étoile[réf. souhaitée]. Après un certificat en scénarisation cinématographique, elle décide de se concentrer en théâtre et c'est à l'École supérieure de théâtre de l'UQAM qu'elle poursuivra sa formation, où elle se passionne pour la mise en scène.
Après ses études, elle se joint au mouvement Kino, où elle réalise des courts métrages en plus d’être l’animatrice des soirées. Elle fonde ensuite le collectif théâtral Cinplass qui présente des spectacles improvisés depuis 1999.
En 2006 elle anime l’émission jeunesse RDI Junior pour laquelle elle sera mise en nomination au gala des prix Gémeaux.
À l’été 2008, elle fait partie de la production de la comédie délirante Montcalm avant la tempête écrite par Éric Fortin et mise en scène par Stéphane Allard.
De 2009 à 2011, elle co-anime l’émission Tout un retour sur les ondes de CKOI, aux côtés de Normand Brathwaite.
En automne 2012, elle devient la nouvelle animatrice du morning-show C’t’encore drôle (Énergie Montréal 94.3) aux côtés de Philippe Bond et Pierre Pagé, qui devient NRJ le matin (NRJ Montréal 94.3) en 2014, toujours avec Philippe Bond, mais avec François Morency cette fois-ci.
Elle a été comédienne maison à Dieu merci!, joueuse étoile de la LNI pendant plus de 15 ans et animatrice terrain à l’émission Juste pour rire en direct (TVA) en plus d’être l’une des têtes d’affiche de MATV avec le magazine GROStitres. Nous avons pu la voir comme chroniqueuse à Un gars le soir (V), collaboratrice à Testé sur des humains (TVA) ainsi qu’à C’est juste de la tv (ARTV).
En 2013, elle a animé À faire en Grèce : la liste d’Anaïs (Canal Évasion) ainsi qu’une 5e année de En route vers mon premier Gala Juste Pour Rire (MATV) au printemps 2014. En juillet, elle co-animait avec Maxim Martin son premier Gala Juste Pour Rire sous le thème « sexe opposé ».
En 2015, elle a été à la barre de deux nouvelles émissions, La guerre des puces (Ztélé) et 100% Animal (Télé-Québec), et a été de retour pour une quatrième saison de l'émission jeunesse Le dernier passager. Elle co-anime aussi un 2e Gala Juste pour Rire avec Maxim Martin sous le thème de « l’Envie » en juillet et elle est de retour en août 2016 à la radio pour l'émission ÉNERGIE le matin à la station (NRJ redevient Énergie) à partir de la fin août avec Maxim Martin et Dominic Arpin.
Elle a collaboré durant 3 années à l'émission Testé sur des humains, à TVA, dans laquelle elle a testé les limites de l'être humain.
On put la voir dans Les 12 travaux d'Anaïs, sur les ondes de canal Vie.
Au printemps 2020, lors de la fermeture des écoles primaires en raison du coronavirus, elle a animé l'émission L'école à la maison avec Pascal Morissette. Elle fut d'ailleurs en nomination aux prix gémeaux (Télé-Québec) pour cette émission.
En 2021, elle anime l'émission 50 façons de tuer sa mère dans laquelle elle fait vivre des émotions fortes à sa mère en essayant toutes sortes d'activités et de sports extrêmes.
Le 28 mars 2021, elle est coanimatrice de l'émission télévisée Tout le monde en parle, en remplacement de Dany Turcotte,,.

## Radio
- Tout un retour avec Normand Brathwaite, Sophie Prégent et Dave Morissette sur CKOI-FM
- C't'encore drôle[7] avec Pierre Pagé et Philippe Bond sur Énergie 94.3 Montréal
- sur NRJ le matin avec François Morency et Philippe Bond sur NRJ Montréal 94.3
- ÉNERGIE le matin avec Dominic Arpin et Maxim Martin sur ÉNERGIE Montréal 94.3